# Skirsjön (Floda socken, Södermanland)
Skirsjön är en sjö i Katrineholms kommun i Södermanland och ingår i Nyköpingsåns huvudavrinningsområde. Sjön har en area på 0,0614 kvadratkilometer och ligger 51,8 meter över havet. Sjön avvattnas av vattendraget Sjöholmsån.

## Delavrinningsområde
Skirsjön ingår i det delavrinningsområde (654419-151935) som SMHI kallar för Utloppet av Näsnaren. Medelhöjden är 48 meter över havet och ytan är 43,59 kvadratkilometer. Det finns inga avrinningsområden uppströms utan avrinningsområdet är högsta punkten. Sjöholmsån som avvattnar avrinningsområdet har biflödesordning 2, vilket innebär att vattnet flödar genom totalt 2 vattendrag innan det når havet efter 95 kilometer. Avrinningsområdet består mestadels av skog (38 procent) och jordbruk (20 procent). Avrinningsområdet har 4,7 kvadratkilometer vattenytor vilket ger det en sjöprocent på 10,8 procent. Bebyggelsen i området täcker en yta av 5,87 kvadratkilometer eller 13 procent av avrinningsområdet.